# Gustav Jagerspacher
Gustav Jagerspacher (Munich, 1879 - 2 février 1929) est un peintre et lithographe allemand.

## Biographie
Gustav est le fils du photographe Carl Jagerspacher (de) (1844-1921), d'origine autrichienne, et qui avait ouvert un studio à Gmunden en 1880. La famille fréquente Peter Altenberg, dont Gustav fera plusieurs portraits. La sœur de Gustav, Maria Elisabeth Hausmann-Jagerspacher, fascina Altenberg et Karl Kraus,.
Gustav étudie l'art de peindre auprès de Simon Hollosy, qui avait fondé une école privée dans la capitale bavaroise. Au tout début du XXe siècle, il part pour Paris compléter sa formation. En avril 1903, lui et Rudolf Grossmann font la connaissance de Henri-Pierre Roché en visite à Munich pour découvrir la Sécession munichoise.
Un temps membre de la Münchner Künstlergenossenschaft (MKG), Jagerspacher expose principalement en Allemagne et à Vienne. Il est défendu par le galeriste munichois Georg Caspari (1878-1930), qui avait ouvert en 1913 un espace Brienner Straße et qui fut actif jusqu'en 1930.
Durant l'été 1911, il rejoint Paul Klee qui fonde un nouveau groupe appelé Künstlervereinigung Sema (ou Sema), à Munich ; s'ensuivent plusieurs expositions et la publications de plusieurs albums, le Sema-Mappe, comprenant au total 200 lithographies, publiés par Delphin-Verlag.
En 1913, Jagerspacher cofonde avec entre autres Albert Weisgerber, président, Paul Klee ou encore Max Feldbauer (en), la Münchener Neue Secession (de), dissidente de la Sécession de Munich, jugée trop conformiste. La première manifestation a lieu quelques mois avant le déclenchement de la Première Guerre mondiale, conflit durant lequel la nouvelle association poursuit ses expositions, en dépit de la mort au front de nombreux membres.
Jagerspacher épouse la suissesse Hélène Häfliger (1885 - avant 1922) qui fut également son élève et devint peintre, exposant avec lui.
Le grand collectionneur suisse Rudolf Staechelin (1881-1946) fit l'acquisition d'œuvres de Gustav et Hélène Jagerspacher.

## Œuvre

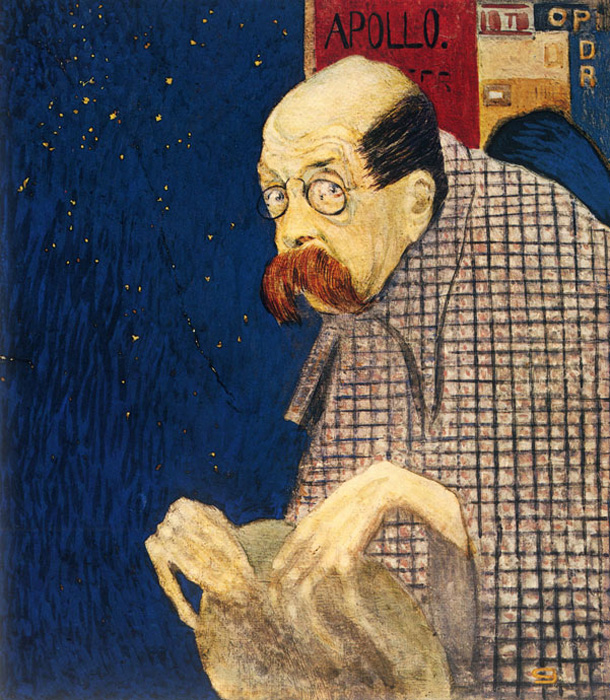
Portrait de Peter Altenberg.

Jagerspacher est un portraitiste remarqué dans les salons de peinture. Il produit également des scènes de genre mettant en scène des ouvriers, des exclus, des prisonniers ; on compte aussi des nus et des scènes d'inspiration religieuse qui rappellent parfois Le Greco. Lithographe, il a dessiné sur la pierre à plusieurs occasions des scènes de style expressionniste.

### Conservation
- Portrait de Peter Altenberg, gouache et craie sur carton, 1907-1909, New York, Neue Galerie — originellement exposé au Kärntner Bar (Vienne) conçu par Adolf Loos[1].
- Suite lithographique (Mendiants, Sema), vers 1912, LACMA.